# The Times-Picayune/The New Orleans Advocate
The Times-Picayune/The New Orleans Advocate è un quotidiano statunitense fondato a New Orleans nel 1837. Nel 1997 e nel 2006 è stato insignito del Premio Pulitzer per il miglior giornalismo di pubblico servizio.

## Storia
Il quotidiano fu fondato il 25 gennaio 1837 come The Picayune da Francis Lumsden e George Wilkins Kendall. La testata era così chiamata poiché ogni copia era venduta al prezzo di un picayune, un'antica moneta coloniale spagnola. Nel 1914 si fuse con un altro quotidiano di New Orleans, Times-Democrat. Nel 1997 fu insignito del suo primo Premio Pulitzer per il miglior giornalismo di pubblico servizio.
Nel 2006 la redazione coprì con un costante aggiornamento via web tutto il passaggio dell'uragano Katrina sulla città di New Orleans. Per il lavoro svolto dai suoi giornalisti il The Times-Picayune venne insignito in quello stesso anno del suo secondo Premio Pulitzer insieme al Sun Herald di Biloxi.
Nel settembre 2012 il The Times-Picayune iniziò ad uscire tre volte a settimana per una politica di riduzione di costi da parte della proprietà. Nei mesi e negli anni successivi l'organico della redazione venne sfoltito sempre in un'ottica di contenimento dei costi. La riduzione delle uscite settimanali del The Times-Picayune spinse il quotidiano di Baton Rouge The Advocate a creare un'apposita edizione per New Orleans nel 2013.
Nel 2019 la testata venne acquistata dall'editore Georges Media, proprietaria di The Advocate. Il nuovo quotidiano, chiamato The Times-Picayune / The New Orleans Advocate, è uscito nelle edicole il 1º giugno di quello stesso anno.